# Les Bleus de l'amour (film, 1918)
Pour plus de détails, voir Fiche technique et Distribution.
Les Bleus de l'amour est un film français réalisé par Henri Desfontaines, sorti en 1918.

## Synopsis
Bertrand aime sa cousine Emmeline, qui ne pense qu'à son cousin Gaspard, un homme marié. Emmeline accepte finalement d'épouser Alfred, mais il est parti avec Mimi. Gaspard avoue à Emmeline qu'en fait il est célibataire et tout s'arrange.

## Fiche technique
- Titre français : Les Bleus de l'amour
- Réalisation : Henri Desfontaines
- Scénario : Henri Desfontaines, Paul Garbagni d'après la comédie musicale Les Bleus de l'amour de Romain Coolus
- Photographie : Georges Specht
- Producteur : Louis Nalpas
- Société de production : Le Film d'Art
- Société de distribution : Pathé Frères
- Pays d'origine :  France
- Langue originale : français
- Format : Noir et blanc  — 35 mm — 1,37:1 — Film muet
- Genre : Comédie et film musical
- Dates de sortie : 
  - France : 26 juillet 1918

## Distribution
- Denise Grey : Mimi Bertin
- Louis Baron fils : Bertrand de Simières
- Huguette Duflos : Emmeline de Phalines
- Jacques Vitry : Gaspard de Phalines
- Henry Laverne : Alfred Brunin
- Anthony Gildès : Brunin père
- Guyon fils : l'intendant